# Зуксдорф, Вильгельм Николаус
Вильгельм Николаус Зуксдорф (нем. Wilhelm Nikolaus Suksdorf; 1850—1932) — американский ботаник-систематик немецкого происхождения.

## Биография
Вильгельм Николаус Зуксдорф родился 15 сентября 1850 года на территории Гольштейна в Германии. В 1858 году семья Зуксдорфа переехала в Айову (США). В 1874 году Вильгельм переехал в Калифорнию, поступил в Калифорнийский университет. С 1876 года он жил в поселении Бинген на юге Вашингтона, основанном его братьями, Теодором и Филипом. Ботаник Эйса Грей, работавший в Гарвардском университете, с которым Вильгельм вёл переписку, в 1886 году пригласил Зуксдорфа на должность ассистента в гербарии Грея. В 1888 году, после смерти Грея, Зуксдорф вернулся в Вашингтон.
С 1897 по 1931 Зуксдорф издал множество публикаций по флоре Вашингтона, большей частью на немецком языке, в журналах Deutsche Monatsschrift, Allgemeine Botanische Zeitschrift, Rhodora, The West American Scientist и других. В 1931 году он начал издавать серию монографий Werdenda, однако успел издать только несколько частей первого тома.
3 октября 1932 года Вильгельм Зуксдорф погиб, сбитый поездом в городке Бинген.
Основной гербарий Зуксдорфа, содержащий около 30 тысяч образцов, хранится в Университете штата Вашингтон (WS).

## Некоторые научные работы
- Suksdorf, W.N. (1923—1932). Werdenda. 113 p.

## Роды, названные в честь В. Н. Зуксдорфа
- Suksdorfia A.Gray, 1880, nom. cons.